# Peur enfantine
 (signalé en mai 2025).
Si vous disposez d'ouvrages ou d'articles de référence ou si vous connaissez des sites web de qualité traitant du thème abordé ici, merci de compléter l'article en donnant les références utiles à sa vérifiabilité et en les liant à la section « Notes et références ».
- Archive Wikiwix
- Bing
- Cairn
- DuckDuckGo
- E. Universalis
- Gallica
- Google
- G. Books
- G. News
- G. Scholar
- Persée
- Qwant
- (zh) Baidu
- (ru) Yandex
- (wd) trouver des œuvres sur Wikidata

La peur enfantine est la peur (émotion ressentie généralement en présence ou dans la perspective d'un danger) chez l'enfant.
La peur est une des six émotions fondamentales[réf. nécessaire], l'une des fonctions naturelles sans lesquelles l'espèce humaine aurait disparu depuis longtemps. Chez l'enfant, la peur est un ressort majeur de l'éducation et de l'émancipation tant qu'il peut la maîtriser et qu'elle ne bloque pas son évolution psychique, culturelle et sociale.